# Encyclopedia Mythica
Die Encyclopedia Mythica ist eine englischsprachige internetbasierte Enzyklopädie für Folklore, Mythologie und Religion. Sie umfasst die Mythologien der Welt und ist in sechs geographische Abschnitte aufgeteilt: Afrika, Amerika, Asien, Europa, dem Nahen Osten und Ozeanien. Sie wurde als eine Website mit etwa 300 Einträgen im Juni 1995 gegründet. Seit Januar 2013 bietet sie mehr als 7000 Artikel. Gründer und Herausgeber ist der Niederländer Micha F. Lindemans. Nach den Angaben auf der Website liefern weitere fünf Autoren Beiträge.